# Jeffrey Schindler
Jeffrey Schindler (* 21. Dezember 1957 in New York) ist ein US-amerikanischer Dirigent und Cembalist.

## Wirken
Schindler dirigierte international bedeutende Orchester wie das London Symphony Orchestra, das Sydney Symphony Orchestra, die Seattle Symphony, das Baltimore Symphony Orchestra, die Nashville Symphony, das Toronto Symphony Orchestra, die Tschechische Philharmonie, das Orquesta Filarmónica de Santiago, das Orquesta Filarmónica de Puerto Rico, das Orquesta Internacional de Las Artes in Mexiko-Stadt, das Metropolitan Festival Orchestra in Singapur und das Orquesta Sinfonica Nacional de Colombia. Mit dem australischen AISOI Symphony Orchestra gab er die tasmanische Erstaufführung von Igor Strawinskys Le sacre du printemps. Als Cembalist gab er Konzerte u. a. mit dem New York Philharmonic, dem Philadelphia Orchestra und dem Los Angeles Chamber Orchestra.
Zudem ist Schindler einer der führenden Filmmusikdirigenten. Unter anderem dirigierte er die Musik zu Hollywoodproduktionen wie X-Men: Apocalypse, X-Men: Days of Future Past, Valkyrie (mit Tom Cruise), How Stella Got Her Groove Back, Jack the Giant Slayer, The Wolfman, Anchorman, Talladega Nights, Hollywood Homicide und zu der amerikanischen Version des Dokumentarfilms Die Reise der Pinguine. An vielen Film war er auch als Arrangeur oder Orchestrator (u. a. für den Broadway-Komponisten Stephen Schwartz) beteiligt. Mit einem Live-Orchester begleitete er u. a. Aufführungen der Harry-Potter-Filme. Mit der Symphony Silicon Valley gab er die Welturaufführung der Musik zum Film Harry Potter und die Kammer des Schreckens, mit dem Seattle Symphony Orchestra die Welturaufführung des March of the Penguins (aus dem Film Die Reise der Pinguine).

## Filmografie
- 1998: Stella's Groove: Männer sind die halbe Miete (Dirigent)
- 1999: Mystery Men (Dirigent)
- 1999: Scooby-Doo und das Geheimnis der Hexe (Video, Dirigent)
- 2000: Scooby-Doo und die Außerirdischen (Video, Dirigent)
- 2001: 15 Minuten Ruhm (Orchestration)
- 2001: Cats & Dogs – Wie Hund und Katz’ (Dirigent)
- 2001: Heartbreakers – Achtung: Scharfe Kurven! (Dirigent)
- 2001: Scooby-Doo und die Cyber-Jagd (Video, Dirigent)
- 2002: Hobbs End (Video, Dirigent)
- 2002: Swimfan (Dirigent)
- 2003: Hollywood Cops (Dirigent)
- 2003: The Road Home (Orchestration, Dirigent)
- 2004: Anchorman – Die Legende von Ron Burgundy (Dirigent)
- 2004: Control (Orchestration)
- 2004: Der Boxer 3D – So werden Helden gemacht (Kurzfilm, Orchestration)
- 2004: U-Boat (Dirigent)
- 2004: Wake Up, Ron Burgundy: The Lost Movie (Video, Dirigent)
- 2005: 8MM 2 – Hölle aus Samt (Video, Arrangeur)
- 2005: Die Reise der Pinguine (Dokumentarfilm, Orchestration)
- 2005: Hide and Seek – Du kannst dich nicht verstecken (Orchestration)
- 2005: Kiss Kiss Bang Bang (Dirigent)
- 2005: Mrs. Harris – Mord in besten Kreisen (Fernsehfilm, Dirigent)
- 2005: So was wie Liebe (Orchestration, Dirigent)
- 2006: Bernard und Doris (Dirigent)
- 2006: Firewall (Orchestration)
- 2006: Ricky Bobby – König der Rennfahrer (Dirigent)
- 2006: Superman Returns (Orchestration)
- 2007: Invasion (Orchestration)
- 2007: Next (Orchestration, Dirigent)
- 2007: The Wonder of It All (Dokumentarfilm, Dirigent)
- 2009: Astro Boy – Der Film (Orchestration, Dirigent)
- 2009: Orphan – Das Waisenkind (Orchestration, Dirigent)
- 2010: Du gehst nicht allein (Fernsehfilm, Dirigent)
- 2010: The Uninvited Ghost (Kurzfilm, Dirigent)
- 2010: Wolfman (Dirigent)
- 2013: Jack and the Giants (Dirigent)
- 2013: Wolkig mit Aussicht auf Fleischbällchen 2 (Orchestration)
- 2014: 22 Jump Street (Orchestration)
- 2014: X-Men: Zukunft ist Vergangenheit (Dirigent)
- 2015: Alvin und die Chipmunks: Road Chip (Orchestration)
- 2015: Hotel Transsilvanien 2 (Orchestration)
- 2016: Ice Age – Jäger der verlorenen Eier (Fernseh-Kurzfilm, Orchestration)
- 2016: Pee-wee’s Big Holiday (Orchestration)
- 2016: The Abolitionists (Dokumentarfilm, Orchestration)
- 2016: X-Men: Apocalypse (Dirigent/Orchestration)
- 2017: The Lego Ninjago Movie (Orchestration)